# Mateusz (Getaneh)
Mateusz (imię świeckie Afework Getaneh, ur. 1962) – duchowny Etiopskiego Kościoła Ortodoksyjnego, od 2011 biskup Wollajta Diwaro.

## Życiorys
Sakrę otrzymał 26 sierpnia 2005 jako biskup Wag Himra. W 2011 został mianowany biskupem Wollajta Diwaro.